# Regent Hong Kong
 (novembre 2024).
Le Regent Hong Kong est un hôtel cinq étoiles situé au 18 Salisbury Road, Kowloon, Hong Kong. L'hôtel est situé directement sur le front de mer, offrant des vues sur le port de Victoria et à proximité de diverses attractions touristiques. L'hôtel compte 497 chambres et est considéré comme l'un des fleurons de Regent Hotels & Resorts, ainsi qu'une propriété emblématique du portefeuille de luxe d'IHG Hotels & Resorts.

## Histoire
L'hôtel a ouvert ses portes en 1980 sous le nom de The Regent Hong Kong, propriété de New World Development et géré par Regent International Hotels. Il a été construit en tant que propriété phare de RIH, fondée par l'hôtelier Robert H. Burns et le groupe japonais Tokyu Hotels en 1970. En 1992, le groupe Regent Hotels a été racheté par Four Seasons Hotels.
Le 21 mai 2001, New World a vendu l'hôtel à Bass Hotels and Resorts pour 346 millions de dollars US et il a été rebaptisé InterContinental Hong Kong le 1er juin 2001,. Four Seasons Hotels, qui possédait Regent Hotels à l'époque, contrôlait 25 % du contrat de gestion de la propriété, ce qui l'a amené à entamer un litige sur le loyer avec New World, qui a été résolu en août 2001, lorsque New World a accepté de payer à Four Seasons un montant non spécifié.
En juillet 2015, InterContinental Hotels Group (IHG), la société qui a succédé à Bass Hotels and Resorts, a accepté de vendre l'InterContinental Hong Kong à Supreme Key Limited, un consortium d'investisseurs, pour 938 millions de dollars,. Il a été signalé qu'IHG conserverait un contrat de gestion de 37 ans, avec trois droits d'extension de 10 ans,,.
En mars 2018, lorsque IHG Hotels & Resorts a acquis une participation majoritaire dans Regent Hotels, il a été annoncé qu'après des rénovations, l'hôtel serait rebaptisé Regent Hong Kong. L'InterContinental Hong Kong a officiellement cessé ses activités le 20 avril 2020 pour entamer les trois années de rénovation.
Le 8 novembre 2023, le Regent relancé a célébré son ouverture officielle lors d'une grande fête d'inauguration marquant son retour dans le port de Victoria,. Le gala glamour incluait une performance de danseurs acrobatiques venus d'Italie, qui ont transformé la façade du Regent Hong Kong et ses vastes fenêtres du Lobby en leur scène pour la première danse de façade verticale à Hong Kong.

## Installations
L'hôtel compte 497 chambres et a été conçu par Chi Wing Lo, visionnaire du design né à Hong Kong. Le design met en valeur les contrastes entre les intérieurs calmes et artisanaux et les vues étendues sur le port de Victoria et la ligne d'horizon de Hong Kong. Au cœur du concept de l'hôtel se trouvent les « Personal Havens », des espaces personnalisés répartis dans l'ensemble de la propriété, qui offrent un espace de détente.
Les chambres ont été ouvertes par étapes à partir de mars 2023. En juin 2024, l'hôtel a dévoilé sa Signature Suite Collection (Presidential Suite, Terrace Suite et CEO Suite), un trio de retraites résidentielles avec des terrasses privées sur le toit et des vues sur le port de Victoria et la ligne d'horizon de Hong Kong.
La suite présidentielle de 7 000 pieds carrés en duplex inclut une terrasse sur le toit avec une piscine à débordement. La Terrace Suite de 5 500 pieds carrés, récemment agrandie, est un duplex d'une chambre à coucher. La suite CEO de 4 200 pieds carrés avec deux chambres à coucher dispose d'un salon avec de grandes fenêtres donnant sur le toit-terrasse et Victoria Harbour,.
Le Regent Club, qui offre une vue sur le port, est un lieu de retraite exclusif pour les hôtes séjournant dans des suites ou des chambres avec accès au Club. La Pool Terrace est un espace paysager conçu pour la détente, avec une grande piscine extérieure et des piscines à débordement à trois températures qui offrent des vues sur le port de Victoria. En outre, la salle de sport est ouverte 24 heures sur 24 et est équipée d'appareils Technogym,.
Le Regent Hong Kong est connu pour accueillir certains des événements de la ville, notamment des galas et des mariages. L'entrée de l'hôtel est agrémentée d'une fontaine en cascade, tandis que l'escalier en marbre situé près du hall d'entrée mène à la salle de bal du Regent, dépourvue de piliers. Outre la salle de bal du Regent, dix salles de réception avec vue panoramique sur le port sont disponibles pour des événements,.

## Restaurants et bars
L'hôtel dispose de six restaurants et bars.
Le 26 décembre 2022, le Regent Hong Kong a ouvert ses portes avec trois restaurants de destination, tous réimaginés avec un nouveau décor et de nouvelles offres culinaires : Le Steak House, le Lobby Lounge et le Harbourside. Ces lieux ont été inaugurés avant que les chambres d'hôtel ne soient achevées.
En décembre 2022, le restaurant étoilé Yan Toh Heen a retrouvé son nom d'origine, Lai Ching Heen, tout en continuant à proposer sa cuisine cantonaise. Nobu Hong Kong, qui a ouvert ses portes en 2006 en tant que premier restaurant Nobu en Asie en dehors du Japon, a réintégré l'hôtel en novembre 2023.
En outre, en décembre 2023, l'hôtel a inauguré le Qura Bar, un lieu qui met l'accent sur les spiritueux rares, une salle à manger privée et un bar à cigares,.

## Dans la culture populaire
L'hôtel a accueilli de nombreuses personnalités et a été présenté dans divers films, émissions de télévision et programmes de voyage. Parmi les clients notables qui ont séjourné à l'hôtel, on compte des membres de la famille royale du Royaume-Uni, des présidents américains tels que Jimmy Carter, Richard Nixon, Gerald Ford et George Bush, ainsi que des célébrités telles que Frank Sinatra, Elizabeth Taylor, Catherine Deneuve, Sidney Poitier, Roger Moore, Robert DeNiro, Charles Bronson, Julio Iglesias, Tom Jones, Bo Derek, Meg Ryan, Barbara Walters, Calvin Klein, Angelina Jolie et Brad Pitt,.
L'hôtel a également figuré dans diverses scènes de films, notamment la mini-série télévisée Noble House (1988) et le téléfilm Nightwatch (1995), tous deux avec Pierce Brosnan, ainsi que la série télévisée américaine Dynasty (1985). Une liste de programmes télévisés filmés à l'hôtel inclut la série télévisée danoise Borgen (2012) et Better Late Than Never (2016) de NBC, tandis que le long métrage Lost in Hong Kong (2015) avec Xu Zhen a tourné des scènes dans la suite présidentielle de l'hôtel.
L'hôtel a également servi de lieu de tournage pour des clips vidéo populaires, notamment celui de l'icône de la pop japonaise Ayumi « Distance Love » en 2007 et celui de Jay Chou « Give Me the Time for One Song (Gei Wo Yi Shou Ge De Shi Jian) » en 2008).

## Récompenses
Depuis sa réouverture, le Regent Hong Kong a reçu une multitude de récompenses internationales.
Les prix 2024 incluent:
- Classé 3ème des 10 meilleurs hôtels de Hong Kong et Macao - Condé Nast Traveler Readers' Choice Awards 2024
- Choisi parmi les meilleurs hôtels de Chine | Condé Nast Traveler China Readers' Choice Awards 2024
- Meilleur nouvel hôtel d'Asie | Cathay Members' Choice Awards 2024
- Meilleur hôtel (Asie-Pacifique) | Travel Weekly Asia Readers' Choice Awards 2024[30]
- Meilleur Hôtel de la ville de Hong Kong | Travel + Leisure World's Best Awards 2024[31]
- 2ème meilleur hôtel parmi les 20 City Hotels préférés d'Asie | Travel + Leisure World's Best Awards 2024[32]
- 7ème meilleur hôtel parmi les 100 hôtels élus meilleurs du monde par Travel + Leisure World's Best Awards 2024
- Meilleur hôtel de Hong Kong - Travel + Leisure Luxury Awards Asia Pacific 2024
- Les meilleurs nouveaux hôtels en ville en 2023 | Travel + Leisure 2024 It List
- Les meilleurs nouveaux hôtels du monde | Condé Nast Traveler 2024 Hot List
- Travellers' Choice 2024 | Tripadvisor
- Meilleur hôtel d'affaires à Hong Kong | TTG China Travel Awards 2024
- Meilleur design d’hôtel | 2024 The Bund Design Hotel Awards
- Prix de l'innovation en design - Tourisme du futur
- Elite Traveler Top New Hotel Suites : Suite présidentielle[33]
- Premier hôtel de Hong Kong à recevoir la certification EarthCheck Platinum[34]

Les récompenses de 2023 incluent:
- 2023 - Nouveaux hôtels spécialement sélectionnés | 2023 Travel + Leisure China
- Best of the Best | Robb Report Hong Kong[35]En outre, les restaurants de l'hôtel ont été récompensés à de nombreuses reprises:

- Les meilleurs restaurants de National Geographic - Restaurants Best of The World 2024

Lai Ching Heen:
- Guide MICHELIN Hong Kong et Macao 2024 : Deux étoiles
- Deux diamants | Black Pearl Guide des restaurants 2024
- South China Morning Post 100 Top Tables 2024
- Guide MICHELIN Hong Kong et Macao 2023 : Deux étoiles
- Deux diamants | Black Pearl Guide des restaurants 2023
- South China Morning Post 100 Top Tables 2023

Le Steak House:
- Guide MICHELIN Hong Kong et Macao 2024 Restaurants sélectionnés
- South China Morning Post 100 Top Tables 2024
- Les 101 meilleurs restaurants de steaks du monde en 2024
- Meilleur steakhouse ; Fourchette des gourmets 2024
- South China Morning Post 100 Top Tables 2023